# Yahya Muhammad Hamid ad-Din

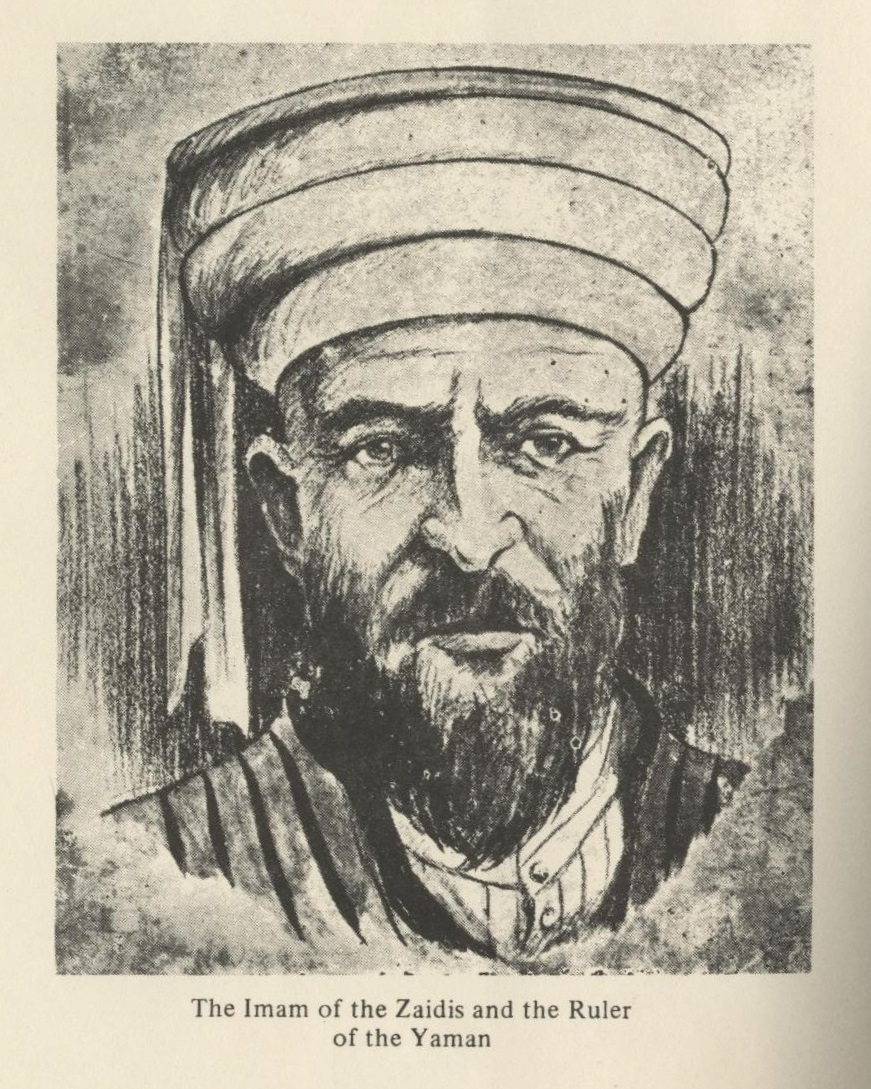
Imam Yahya.

Yahya Muhammad Hamid ad-Din eller Imam Yahya (svensk stavning: Jahja), född 18 juni 1869 i Sanaa, Jemen, död där 17 februari 1948, var imam och kung i Kungariket Jemen.
När hans far dog 1904 efterträdde Yahya honom som imam i Jemen som då var en provins i Osmanska riket. Han blev då även ledare för de shiaislamiska zayditerna. Han gjorde uppror mot osmanerna och erkändes 1911 som oberoende härskare över Jemen. Dock stödde han osmanerna under första världskriget. När osmanerna drog sig ur första världskriget och lämnade landet 1918 bemäktigade han sig hela landet. Han förklarade norra Jemen som en självständig stat och antog titeln kung av Jemen. Han råkade i konflikt med Ibn Saud i Saudiarabien men slöt efter ett kort krig 1934 en vänskapspakt med denne. Trots att han hade diplomatiska kontakter med  länder i Europa, Sovjetunionen och USA tillät han inga utländska beskickningar i sitt land. Han välkomnade dock medicinsk hjälp från Italien, Sovjetunionen och Storbritannien. När han omorganiserade landets styrelse anställde han ett antal arabiska, europeiska och amerikanska rådgivare. Under andra världskriget höll han landet neutralt
Imam Yahya var en högt begåvad politiker men girig och misstänksam despot. Han mördades 1948 vid en palatsrevolt och kuppledaren utropade sig till imam. Imam Yahyas son, kronprinsen Ahmad, gjorde dock mycket snabbt en motkupp och tog makten samt avrättade den nye imamen. 

## Söner
- Ahmad bin Yahya, 1891-1962, efterträdde fadern som kung.
- Abdullah bin Yahya, 1912-1955, försökte ta makten från brodern och avrättades strax därefter.